# 1440 Rostia
1440 Rostia è un asteroide della fascia principale. Scoperto nel 1937, presenta un'orbita caratterizzata da un semiasse maggiore pari a 3,1589914 au e da un'eccentricità di 0,1864224, inclinata di 2,26777° rispetto all'eclittica.
L'asteroide è dedicato al poeta e astrofilo tedesco Johann Leonard Rost.